# Geraldo Pereira de Matos Filho
Geraldo Pereira de Matos Filho (* 27. Januar 1953 in Além Paraíba, Minas Gerais), auch bekannt als Mazarópi, ist ein ehemaliger brasilianischer Fußballspieler und -trainer.

## Karriere
Mazarópi begann seine Karriere 1970 bei CR Vasco da Gama. Mit dem Verein wurde er 1974 brasilianischer Meister. 1979 wurde er an den Coritiba FC ausgeliehen. 1979 wurde er mit dem Verein Tabellendritter der Copa Brasil. 1983 wurde er an Grêmio FBPA ausgeliehen und 1984 an Náutico Capibaribe. 1983 gewann er mit Grêmio den Copa Libertadores und Weltpokal. 1985 wechselte er zu Grêmio. 1989 gewann er mit dem Verein den Copa do Brasil. 1990 wurde er mit dem Verein Tabellendritter der Campeonato Brasileiro Série A. Von 1991 bis 1992 war er außerdem noch bei den Vereinen Figueirense FC und Guarany FC (RS) unter Vertrag. 1992 beendete er seine Karriere als Fußballspieler.

## Erfolge
CR Vasco da Gama
- Brasilianischer Meister: 1974

Grêmio FBPA
- Copa Libertadores: 1983
- Weltpokal: 1983
- Brasilianischer Pokalsieger: 1989